# Lycée de garçons de Vologda

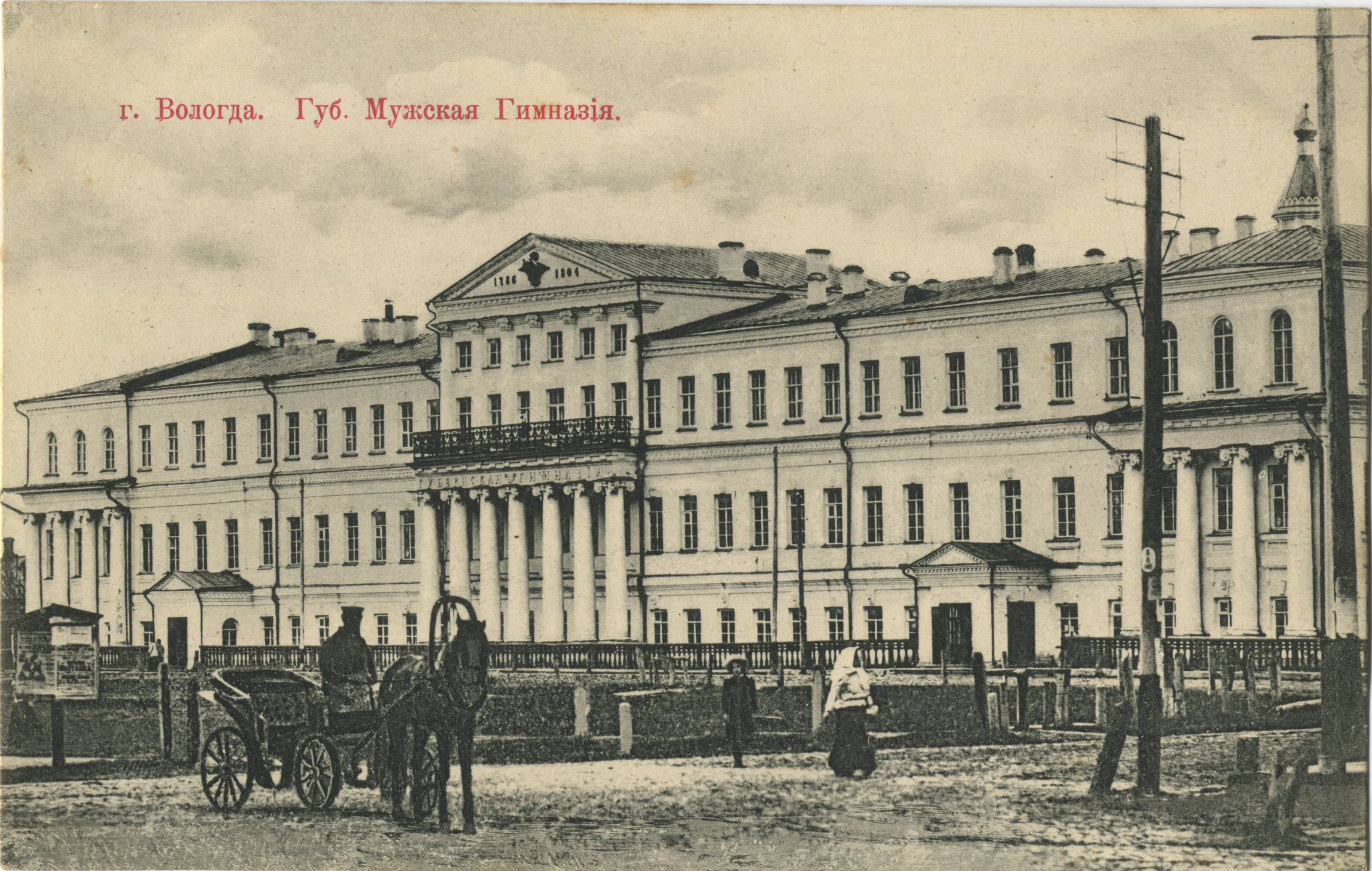
Vue du lycée vers 1910.

Le lycée de garçons du gouvernement de Vologda (Волого́дская губе́рнская мужска́я гимна́зия) est un établissement d'enseignement secondaire (gymnasium ou gymnase, calqué sur le système allemand) de l'époque impériale qui était destiné à l'éducation des lycéens du gouvernement de Vologda. Il était installé dans l'édifice du lycée de garçons de Vologda qui abrite aujourd'hui un bâtiment de l'université d'État de Vologda dans le nord-ouest de la Russie.  

## Histoire
Le lycée est fondé en 1804 sur la base de l'école publique principale ouverte en 1786. Le 18 août, les deux classes supérieures de l'école forment les deux classes inférieures du gymnase (lycée à l'époque en Russie, regroupant toutes les classes du secondaire dans la filière classique) soit un total de 51 élèves. De 1804 à 1832, il y a quatre classes dans cet établissement, à partir de 1832, sept classes; en 1871 une classe préparatoire est créée et en 1873, la 8e classe.
Le lycée est doté d'un internat en 1826 pour dix élèves boursiers et en 1835 l'assemblée de la noblesse de Vologda ouvre une pension pour dix puis vingt élèves affiliée au lycée. Les deux internats ferment en 1864. Dans les années 1861-1871, des cours d'arpentage et de fiscalité fonctionnent au gymnase. Dans les années 1840, il y a 200 élèves au lycée, dans les années 1880, 250 élèves. En 1871, l'établissement reçoit le statut de lycée (gymnase) classique.
Les matières enseignées sont typiques des lycées classiques de l'Empire russe : catéchisme, russe, latin, langues « nouvelles » (allemand, français), géométrie, mathématiques, physique, histoire, géographie ; dans les classes supérieures: statistiques, philosophie, jurisprudence. De plus, des cours de dessin, de musique, de chant, de danse, d'allure militaire et de marche sont également dispensés. Parmi ses anciens élèves, l'on compte Vladimir Guiliarovski (1855-1935) de 1865 à 1871, et le futur écrivain Varlam Chalamov de 1914 à 1918. 
Le lycée ferme à l'hiver 1918. Aujourd'hui l'édifice abrite la faculté d'électro-énergie de l'université d'État de Vologda.  

## Édifice

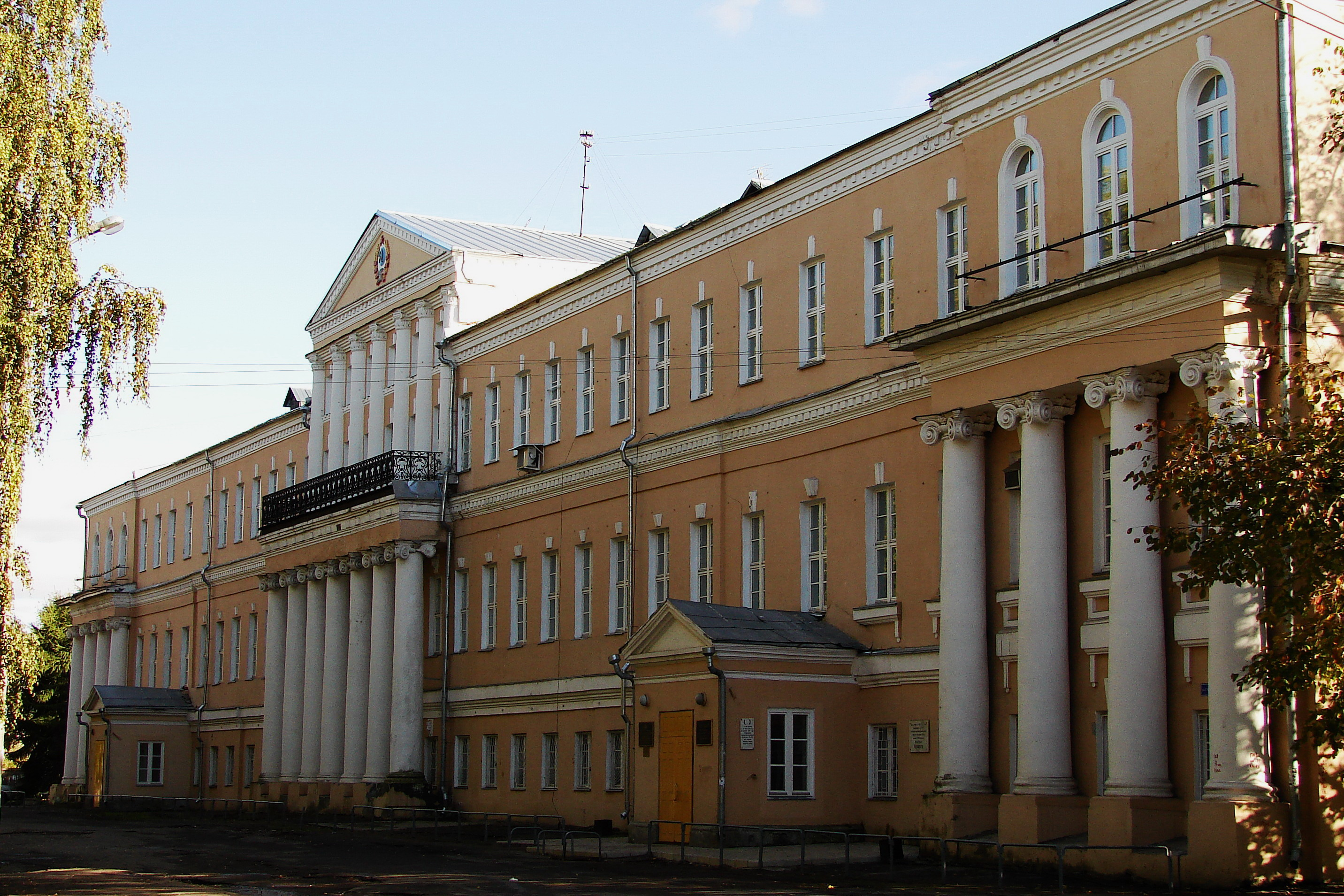
Vue de l'édifice.

L'édifice du lycée de garçons de Vologda est construit en 1781-1786, à l'angle de la place Paradnaïa et de la rue Bolchaïa Petrovka, d'après les plans de Piotr Bortnikov. Le bâtiment est la propriété du ministère de l'instruction publique en 1821. Il est réaménagé en 1824 et des travaux se poursuivent jusqu'en 1838.
Après 1862, l'on construit l'aile Est avec un portique tétrastyle et un deuxième étage avec une salle à deux rangées de fenêtres en hauteur.  
L'édifice est classé au patrimoine comme exemple d'architecture néoclassique. 